# Flugsicherungsingenieur
Der Flugsicherungsingenieur ist ein Spezialberuf in der operativen Flugsicherung. Seine Aufgabe ist die Bereitstellung, Inbetriebhaltung und Überwachung technischer Systeme für die Fluglotsen, um ihnen die sichere Arbeit zu ermöglichen. Hierzu gehören die so genannten flugsicherungstechnischen und technischen Einrichtungen.

## Qualifikation
Der Flugsicherungsingenieur hat im Allgemeinen ein abgeschlossenes Studium der Elektrotechnik, Nachrichtentechnik oder Informatik an einer Universität, Fachhochschule, Berufsakademie (BA) bzw. Dualen Hochschule (DH) absolviert, bevor er bei der Flugsicherung gemäß den Bestimmungen der FSPersAV einen sog. Erlaubnislehrgang absolviert und systemspezifische Berechtigungsprüfungen unter Aufsicht des Bundesaufsichtsamts für Flugsicherung (BAF) ablegt. Wie jeder Fluglotse und Flugdatenbearbeiter muss der Flugsicherungsingenieur regelmäßig seine Kenntnisse nachweisen. Die Regeln für die Ausbildung und den Regelmäßigen Kentnisnachweis sind auch in der EU-Verordnung enthalten. International haben die Flugsicherungsingenieure die Bezeichnung "Air Traffic Safety Electronics Personnel", ATSEP.
Der Vorgängerberuf zum Flugsicherungsingenieur ist der Flugsicherungstechniker, basierend auf einer Lehre in den oben genannten Bereichen. Aus der Historie spezieller Flugsicherungssysteme heraus waren bis etwa 1990 andere Qualifikationen notwendig als heutzutage – momentan sind die flugsicherungstechnischen Systeme wesentlich näher an industriellen Standardkomponenten orientiert und in der Computerwelt zu Hause.

## Tätigkeitsbereich
Ein Flugsicherungsingenieur betreut flugsicherungstechnische Systeme. Diese Systeme sind in folgende Bereiche unterteilt:
- Kommunikationseinrichtungen
  - Flugfunk
  - Telefon
  - Datenkommunikation zwischen Flugsicherungsstellen
  - Notfallsysteme
- Navigationsanlagen
  - Drehfunkfeuer (VHF Omnidirectional Radio Range)
  - Ungerichtetes Funkfeuer (Non Directional Beacon)
  - ILS Instrumentenlandesystem
  - Distance Measuring Equipment (DME)
  - Ground Based Augmentation system (GBAS)
- Radardatengewinnung
  - Primärradar, PSR
  - Sekundärradar, SSR
  - SSR-Mode S (aktive Kommunikation zwischen Bodenstelle und Flugzeug)
  - neu: Wide Area Multilateration (WAM)
- Radardatenverarbeitung und -darstellung
- Flugplandatenverarbeitung und -darstellung
- Unterstützungssysteme wie beispielsweise Short Term Conflict Alert (STCA) und Minimum Safe Altitude Warning (MSAW)
- Wetterdatenaufbereitung und -darstellung
- Datenaufzeichnung und Dokumentation

Weitere Tätigkeiten umfassen die Entwicklung neuer Systeme bzw. die dezentrale Unterstützung bei der Entwicklung neuer Systeme, sowie die technische Beratung der Flugverkehrskontrolldienste (z. B. als wachhabender Ingenieur in der Flugverkehrskontrollzentrale (Engineer on Duty, EOD)).
Nur zugelassene technische Flugsicherungsprovider kommen für den Flugsicherungsingenieur als mögliche Arbeitgeber in Frage. Da aber das zugrundeliegende Studium ihn für weitere Tätigkeiten qualifiziert, ist eine Tätigkeit außerhalb der Flugsicherung ebenfalls möglich – im Gegensatz zum Fluglotsen, dessen Ausbildung ihn nur und ausschließlich auf seine hochspezialisierte Tätigkeit festlegt, sofern er nicht eine anderweitige Qualifikation erwirbt.